# جبريل ديوب مامبيتي
جبريل ديوب مامبيتي (يناير 1945 - 23 يوليو 1998) (بالفرنسية: Djibril Diop Mambéty)‏ مخرج أفلام وممثل وملحن وشاعر سنغالي. على الرغم من أنه أنتج فيلمين روائيين فقط وخمسة أفلام قصيرة، إلا أنهم نالوا شهرة دولية لتقنيتهم السينمائية الأصلية والتجريبية وأسلوبهم السردي غير الخطي وغير التقليدي. وُلد مامبيتي لعائلة مسلمة بالقرب من داكار، عاصمة السنغال، وينتمي إلى مجموعة الولوف. توفي عام 1998 أثناء علاجه من سرطان الرئة في أحد مستشفيات باريس.

## مسيرته
ولد مامبيتي، وهو ابن إمام، عام 1945 في كولوبان، وهي منطقة في جنوب غرب داكار. وهو الأخ الأكبر للملحن والموسيقي واسيس ديوب، وعم الممثلة والمخرجة ماتي ديوب.
بعد دراسته للمسرح، بدأ حياته المهنية ممثلا في المسرح وفي عدة أفلام سنغالية وإيطالية. أنشأ أول مقهى-مسرح سنغالي في سن السابعة عشرة. كان لفترة من الوقت عضوا في مسرح سورانو الوطني في داكار. أعاره مدير المركز الثقافي الفرنسي في داكار معدات ومصورًا لتصوير أول أفلامه القصيرة وهو مدينة التناقضات سنة 1969، وبادو بوي سنة 1970.
أول فيلم روائي طويل له هو توكي بوكي الذي أخرجه سنة 1972. سنة 1992 أخرج فيلمه الطويل الثاني بعنوان ضباع، الذي يُصوّر انتقام امرأة عجوز، استنادًا إلى قصة مسرحية الزيارة (اللعب) للكاتب فريدريش دورينمات.
في عام 1995، بدأ جبريل ديوب مامبيتي ثلاثية أطلق عليها اسم (Histoires de petits gens). قام بتصوير الجزأين الأولين فقط، الفرنك سنة 1995، الذي فاز بجائزة أفضل فيلم قصير في مهرجان الفيلم الأفريقي الخامس في ميلانو، وفيلمه الأخير الصغيرة بائعة الشمس سنة 1998.

## قائمة أفلامه
- 1968: مدينة التناقضات
- 1970: بادو بوي
- 1973: توكي بوكي
- 1989: لنتحدث جدتي
- 1992: ضباع
- 1994: الفرنك
- 1999: الصغيرة بائعة الشمس

## روابط خارجية
- جبريل ديوب مامبيتي على موقع IMDb (الإنجليزية)
- جبريل ديوب مامبيتي على موقع روتن توميتوز (الإنجليزية)
- جبريل ديوب مامبيتي على موقع ألو سيني (الفرنسية)
- جبريل ديوب مامبيتي على موقع أول موفي (الإنجليزية)
- جبريل ديوب مامبيتي على موقع قاعدة بيانات الأفلام السويدية (السويدية)
- جبريل ديوب مامبيتي على موقع قاعدة بيانات الفيلم (الإنجليزية)
- جبريل ديوب مامبيتي على موقع كينوبويسك (الروسية)